# Vho (Piadena Drizzona)
Vho è una frazione del comune cremonese di Piadena Drizzona, posta ad est del centro abitato di Piadena senza soluzione di continuità con lo stesso.

## Storia
La località era un piccolo villaggio agricolo di antica origine del Contado di Cremona con 400 abitanti a metà Settecento.
In età napoleonica, dal 1810 al 1816, Vho fu già frazione di Piadena, ma recuperò però l'autonomia con la costituzione del Regno Lombardo-Veneto.
All'unità d'Italia nel 1861, il comune contava 924 abitanti, e sei anni dopo annesse San Lorenzo Guazzone e San Paolo Ripa d'Oglio. Ad inizio Novecento la popolazione risultava di 1.413 unità.
Nel 1928 il comune di Vho venne definitivamente annesso al comune di Piadena.
A partire dal 2019, con la fusione tra i comuni di Piadena e Drizzona, fa parte del nuovo comune di Piadena Drizzona.

## Monumenti e luoghi di interesse
- Chiesa della Cattedra di San Pietro in Roma - Chiesa parrocchiale del XVII secolo
- Sito palafitticolo Lagazzi del Vho